# Stylissa letra
Stylissa letra är en svampdjursart som först beskrevs av Dickinson 1945.  Stylissa letra ingår i släktet Stylissa och familjen Dictyonellidae.
Artens utbredningsområde är Kalifornien. Inga underarter finns listade i Catalogue of Life.